# Kuropatnîkî, Berejanî
Kuropatnîkî (în ucraineană Куропатники) este localitatea de reședință a comunei Kuropatnîkî din raionul Berejanî, regiunea Ternopil, Ucraina.

## Demografie
Componența lingvistică a localității Kuropatnîkî
     Ucraineană (99,39%)
     Alte limbi (0,51%)
Conform recensământului din 2001, majoritatea populației localității Kuropatnîkî era vorbitoare de ucraineană (99,39%), existând în minoritate și vorbitori de alte limbi.